# Ốc núi Bà Đen
Ốc núi Bà Đen hay còn gọi là ốc xu núi Bà hay còn được gọi là ốc Nàng Hai (Danh pháp khoa học: Cyclophorus saturnus) là một loài ốc cạn thuộc chi Cyclophorus sinh sống ở núi Bà Đen thuộc Tây Ninh, đây là loài đặc hữu của vùng núi Bà Đen. Ở núi Bà Đen có hai loài ốc là ốc nhọn và ốc bằng. Trong đó, ốc bằng được xem là loài đặc hữu của núi Bà Đen. Loài ốc nhọn phổ biến hơn, ghi nhận phân bố ở Trung Quốc, miền Bắc Việt Nam, huyện Định Quán (Đồng Nai), ở Tây Ninh loài ốc nhọn có số lượng rất lớn.

## Đặc điểm
Ốc núi Bà Đen có hình dạng giống như ốc bươu nhưng mình dẹt, dẹp và nhỏ xoăn thành nhiều vòng (người ta gọi chúng là ốc bằng). Chúng có bề ngoài giống hình đồng xu nhỏ nhắn, tròn trịa. Ốc núi Bà Đen có trọng lượng nhẹ nhưng phần thịt rất đầy, thịt ốc giòn, có vị dai, vị ngọt thanh, có độ đạm cao và có chút hương thuốc quý. Ốc núi Bà không những ngon đặc trưng mà còn có tác dụng chữa nhức mỏi khá tốt.
Ngoài độ dinh dưỡng cao ốc núi Bà Đen còn là một phương thuốc trị bệnh dưới dạng thực phẩm chức năng. Thức ăn của loài ốc núi Bà chủ yếu là thảo dược mọc hoang trên núi như cây mã tiền, lá vong núi, lá Nàng Hai, nên ốc mang đầy vị thuốc, rất ngon và bổ dưỡng, có thể trị các bệnh như phong thấp, đau khớp, dạ dày. Thịt ốc có mùi bùn, nhưng khi thưởng thức đến lần thứ hai, thứ ba, thực khách sẽ cảm thấy bị ghiền vì độ giòn, ngon và lạ của loại ốc này.

## Tập tính
Ốc núi Bà Đen chỉ sinh sống trong các hang hốc đá, rất khó phát hiện. Vào mùa mưa, ốc mới bò ra kiếm ăn và sinh sản. Buổi sáng, ốc mò ra khỏi hang đi ăn lá rừng. Thức ăn của loài ốc này là các loại rong rêu, lá những loại thảo dược mọc hoang trên núi như cây mã tiền, lá vong núi, đặc biệt là loại thuốc quý tên gọi dân gian là lá Nàng Hai.
Khi những đám mây đen buông xuống báo hiệu sắp có một cơn mưa cũng là lúc ốc mò ra kiếm ăn. Ốc thường tụ tập lại những chỗ có thức ăn, nước đọng ẩm thấp hoặc gặp nhau để giao phối Loài ốc này chỉ sinh sản rộ vào lối tháng Giêng âm lịch, khi tiết trời lất phất mưa xuân. Khoảng thời gian gần Tết Nguyên đán, sau những cơn mưa nhỏ, đất ẩm ướt, trời vừa chập tối, ốc núi Bà mới nhộn nhịp ra khỏi hang kiếm ăn và tìm bạn tình. Ốc núi Bà sinh sản chậm, kén môi trường sống, nên thường chọn những nơi có điều kiện sống tương tự nhau. Điều này giúp kẻ đi săn dễ nắm được tâm lý tìm đến nơi bắt cả ổ.

## Truyền thuyết
Quan niệm dân gian trong vùng, ốc núi Bà được xem là con vật linh thiêng, huyền bí gắn liền với giai thoại núi Bà Đen. Tương truyền vào khoảng cuối thế kỷ 17, Nguyễn Ánh dấy lên phong trào khôi phục nhà Nguyễn, lật đổ nhà Tây Sơn được nhân dân ủng hộ và đi theo chiến đấu. Trong số thanh niên theo Nguyễn Ánh chống giặc có người thanh niên tên Lê Sỹ Triệt quê ở Quang Hóa, thị xã Trảng Bàng, tỉnh Tây Ninh ngày nay. Vì yêu nước nên đành chia tay người yêu Lý Thị Thiên Hương lên đường tòng quân. Ở quê nhà, cô gái giữ gìn tiết hạnh chờ ngày người yêu trở về.
Nhân tiết tháng giêng, cô lên núi viếng chùa cầu bình an cho chàng trai đang chiến đấu nơi sa trường. Không ngờ trên đường đi lên núi, cô gặp tên cường hào ác bá định ra tay cưỡng bức. Để giữ tròn tiết hạnh, cô đã nhảy xuống núi tự tử. Hồn người con gái tu hành đắc đạo, được nhân dân tôn thờ và đặt tên cho núi.
Những đồng xu cô mang theo người dùng để bố thí cho người nghèo khi đi viếng chùa, cũng rơi ra trong lúc cô lao xuống vực thẳm và vương lại trên các vách núi, biến thành những con ốc nhỏ và loại ốc này vẫn mang hình dạng những đồng tiền xu nhỏ nhắn, tròn trịa càng cũng cố thêm cho niềm tin này và người dân xung quanh núi vẫn luôn tin rằng, loài ốc bé nhỏ, có hình thù như đồng tiền có hình xoắn ốc trên lưng là lộc của núi Bà Đen cho nhân dân bớt bệnh tật, đau ốm.
Câu chuyện trị bách bệnh của ốc núi Bà Đen, người dân địa phương cho biết thức ăn của ốc núi Bà Đen là các loại thảo dược hoang dã như lá vong, lá nàng hai, và các loài thảo dược. Dân gian thường sử dụng những loại thảo dược trên trị các bệnh đau khớp, phong thấp, đau dạ dày... Những vị thuốc thẩm thấu vào thịt ốc làm thịt ốc thơm ngon và bổ dưỡng. Người thân của người bệnh thường săn lùng loại ốc này với cầu mong ăn ốc sẽ khỏi bách bệnh.

## Ốc núi Bà Đen trong ẩm thực
Ốc núi Bà Đen được chế biến thành nhiều món ăn ngon khác nhau như nướng, hấp xả, xào me, xào tỏi. Ốc bắt về chỉ rửa sạch đất cát, không cần ngâm xả chất thải như các loại khác và đem nấu ăn ngay để còn giữ lại các vị thuốc có giá trị dinh dưỡng. Để cảm nhận vị ngon đặc biệt của ốc, người dân địa phương khi bắt ốc núi về thường cho cơm dừa nạo nhuyễn vào rồi hấp với xả hay gừng và gia vị chấm đi kèm là muối tiêu chanh. Kỳ công hơn, ốc núi bắt về cho ăn cơm dừa khô nạo nhuyễn, để đến khi đem luộc chấm muối tiêu chanh Ốc núi có thể chế biến thành nhiều món. Mỗi món có điểm cộng và trừ khác nhau. Đơn giản nhất là hấp mắm sả. Cách chế biến này không chỉ khắc chế thành công mùi bùn ở thịt ốc, mà còn bảo toàn được vị ngọt đặc biệt của dòng ốc này

## Nguy cơ tuyệt chủng
Ốc núi Bà Đen và thằn lằn núi Bà Đen là hai sản vật nổi tiếng chỉ có ở núi Bà Đen, và từ lâu, chúng đã trở thành đặc sản trong các nhà hàng. Hiện nay, đã có nhiều mô hình nuôi ốc núi của người dân nên lượng ốc núi cung cấp cho thị trường tăng, việc săn bắt ốc núi cũng đã giảm bớt. Làm giảm nguy cơ tuyệt chủng cho loài động vật này.